# アンガス・マクレーン
アンガス・マクレーン（Angus MacLane, 1975年4月13日 - ）は、アメリカ合衆国オレゴン州ポートランド出身の映画監督、アニメーター。ピクサー・アニメーション・スタジオに所属している。

## 経歴
オレゴン州ポートランド出身。趣味はレゴブロック。
2016年の映画『ファインディング・ドリー』で、前作の監督であるアンドリュー・スタントンとともに共同監督を務めた。
インタビューの中で日本の好きな作品を挙げたらキリがないと語っており、『機動戦士ガンダム』を筆頭に、『マジンガーZ』、『闘将ダイモス』、『超時空要塞マクロス』、『新世紀エヴァンゲリオン』、『フリクリ』、『20世紀少年』、『カウボーイ・ビバップ』などが好きだという。
この他、宮崎駿監督作品である『となりのトトロ』、『魔女の宅急便』、『ルパン三世 カリオストロの城』も好きで、実写映画の好きな監督には、黒澤明、三池崇史、山田洋次らを挙げている。

## フィルモグラフィ
| 年   | 題名                                                 | 役名                 | 備考             |
| ---- | ---------------------------------------------------- | -------------------- | ---------------- |
| 2011 | ニセものバズがやって来た Toy Story Toons : Small Fry | N/A                  | 監督             |
| 2013 | トイ・ストーリー・オブ・テラー! Toy Story of Terror! | N/A                  | 監督・脚本       |
| 2016 | ファインディング・ドリー Finding Dory                | マンボウのチャーリー | 共同監督・出演   |
| 2022 | バズ・ライトイヤー Lightyear                         | エリック / デリック  | 監督・脚本・出演 |